# Murina guilleni
Murina guilleni (Soisook, Karapan, Satasook, Thong, Khan, Maryanto, Csorba, Furey, Aul & Bates, 2013) è un pipistrello della famiglia dei Vespertilionidi diffuso in Thailandia e nelle Isole Nicobare.

## Descrizione

### Dimensioni
Pipistrello di piccole dimensioni, con la lunghezza della testa e del corpo tra 42 e 51,6 mm, la lunghezza dell'avambraccio tra 31,9 e 35,9 mm, la lunghezza della coda tra 28,1 e 42 mm, la lunghezza del piede tra 7,7 e 9,4 mm, la lunghezza delle orecchie tra 11,4 e 15,2 mm e un peso fino a 8 g.

### Aspetto
Le parti dorsali sono grigie con la punta dei peli bruno-arancione, mentre le parti ventrali sono grigio scure, cosparse di peli con la punta bruno-arancione particolarmente intorno al collo e sul petto. Il muso è stretto, allungato, con le narici protuberanti e tubulari. Gli occhi sono molto piccoli. Le orecchie sono piccole, strette, ben separate tra loro ed arrotondate. Il trago è lungo poco più della metà del padiglione auricolare, bianco ed affusolato. Le membrane alari sono marroni scure e attaccate posteriormente alla base dell'artiglio dell'alluce. I piedi sono piccoli e ricoperti di peli bruno-arancioni. La coda è lunga ed inclusa completamente nell'ampio uropatagio, il quale è fittamente ricoperto di peli bruno-arancioni sulla superficie dorsale. 

### Ecolocazione
Emette ultrasuoni sotto forma di impulsi di breve durata a banda larga e frequenza modulata iniziale fino a 184 kHz e finale fino a 57 kHz.

## Biologia

### Alimentazione
Si nutre di insetti.

## Distribuzione e habitat
Questa specie è diffusa nella Thailandia peninsulare e nelle Isole Nicobare.
Vive nelle foreste primarie sempreverdi e foreste secondarie.

## Tassonomia
Sono state riconosciute 2 sottospecie:
- M. g. guilleni: Thailandia peninsulare;
- M. g. nicobarensis (Soisook, Karapan, Satasook, Thong, Khan, Maryanto, Csorba, Furey, Aul & Bates, 2013): Isole Nicobare: Bompuka, Camorta, Gran Nicobar, Katchal, Nancowrie, Teressa, Tillanchong, Trinket.

## Conservazione
Questa specie, essendo stata scoperta solo recentemente, non è stata sottoposta ancora a nessun criterio di conservazione.